# Epierus foveolatus
Epierus foveolatus är en skalbaggsart som beskrevs av Hinton 1935. Epierus foveolatus ingår i släktet Epierus och familjen stumpbaggar. Inga underarter finns listade i Catalogue of Life.